# Historia Malezji
Pierwsza organizacja państwowa na terenie dzisiejszej Malezji powstała na początku XV w., kiedy powstał sułtanat Malakki. W tym czasie na obszarze Azji południowo-wschodniej rozprzestrzenił się islam. W 1511 Malakkę podbili Portugalczycy, zakładając tam kolonię. Synowie ostatniego sułtana Malakki założyli Sułtanat Perak i Sułtanat Johor. Rozpoczęła się rywalizacja między Portugalczykami oraz Sułtanatem Aceh i Sułtanem Johor o kontrolę nad cieśniną Malakka. Konflikt ten trwał do 1641 r., kiedy Holandia wraz z sułtanem Johor przejęła kontrolę nad cieśniną.
W 1786 r. Kompania Wschodnioindyjska otrzymała od sułtana Kedah wyspę Penang. W drugiej połowie XIX w., wiele państewek malezyjskich prosiło o pomoc Wielką Brytanię w celu rozwiązania konfliktów wewnętrznych. Do początku XX w. stany Pahang, Selangor, Perak i Negeri Sembilan utworzyły Sfederalizowane Stany Malezji. Chociaż formalnie były suwerenne, to faktyczną władzę sprawowali brytyjscy rezydenci, mianowani jako doradcy miejscowych władców. Pozostałe stany: Johor, Kedah, Kelantan, Perlis i Terengganu utworzyły Niesfederalizowane Stany Malezji. Mimo iż przyjęły one brytyjskich rezydentów, to nie podlegały bezpośrednio Londynowi. Stany Sabah i Sarawak były natomiast częścią Brytyjskiego Borneo Północnego. Brytyjczycy przejęli kontrolę nad gospodarką Malajów i nałożyli podatki towary eksportowe tj. cyna i kauczuk będące podstawą gospodarki Malajów. Doprowadziło to do znacznego wzrostu ubóstwa mieszkańców kraju. Napięcia gospodarcze doprowadziły do konfliktów etnicznych między Malajczykami a Chińczykami, którzy przez tych pierwszych uważani byli za intruzów bogacących się na kryzysie.
W styczniu 1942 roku wojska japońskie zaatakowały Półwysep Malajski rozpoczynając bitwę o Malaje. Mimo zaciekłego oporu sił brytyjskich, australijskich i indyjskich armia japońska do końca lutego opanowała półwysep oraz wyspę Borneo. Japończycy traktowali Malajów dość dobrze, przez co część malajskich urzędników i intelektualistów z nimi kolaborowała. Większość sułtanów także współpracowała z japońskim okupantami, choć później twierdzili, że robili to wbrew własnej woli. Japończycy stali się jednak niepopularni po tym, jak oddali Tajlandii cztery północne stany (Kedah, Perlis, Kelantan i Terengganu). Chińczycy byli natomiast brutalnie prześladowani. W trakcie okupacji Japończycy ograniczyli eksport produktów malajskich do nieznacznej ilości wymaganej do poprawnego działania gospodarki Japonii co niekorzystnie odbiło się na mieszkańcach Malajów utrzymujących się z eksportu oraz doprowadziło do likwidacji wielu kopalni i plantacji kauczuku. W rezultacie w 1942 roku w pogrążonym kryzysem kraju doszło do poważnej klęski głodu na który odpowiedzią było powstanie partyzantki antyjapońskiej na czele z Antyjapońską Armią Narodów Malajów która w późniejszych etapach okupacji japońskiej była potajemnie szkolona i zbrojona przez Brytyjczyków.
W 1945 Brytyjczycy ustanowili w Brytyjskich Malajach administrację wojskową, a cztery stany północne zostały zwrócone przez Tajlandię. 1 kwietnia 1946 utworzono Związek Malajski. Malajowie protestowali, ponieważ nie podobało im się ograniczenie władzy sułtanów oraz przyznanie obywatelstwa imigrantom, głównie Chińczykom. 31 stycznia 1948 utworzono Federację Malajską, składającą się ze wszystkich stanów malajskich, lecz bez Singapuru.
Rządy kolonialne były bezczynne wobec katastrofalnej sytuacji ekonomicznej w rezultacie czego stale narastał problem bezrobocia i niskich płac, ponadto stale zwiększał się i tak wysoki poziom inflacji oraz wzrost cen żywności. Kryzys doprowadził do popularyzacji ruchu niepodległościowego i antybrytyjskiego na czele którego stała Komunistyczna Partia Malajów. Pod koniec lat 40. doszło do serii strajków które zostały rozbite przez Brytyjczyków za pomocą masowych aresztowań i deportacji ich uczestników – tłumienie strajków doprowadziło do radykalizacji społeczeństwa, a w rezultacie do wybuchu w 1948 roku powstania malajskiego. Liderem powstańców został Chin Peng, który w oparciu o dawne oddziały antyjapońskie utworzył Armię Wyzwolenia Narodowego Malajów. Administracja kolonialna na powstanie zareagowała licznymi represjami wobec malajskich cywili. Brytyjczycy przeprowadzili masowe przesiedlenia ludności oskarżanej o możliwe sprzyjanie partyzantom, liczba przesiedlonych osób wynosi około pół miliona osób. Rząd do końca lat 50. poczynił duże postępy w tłumieniu rebelii, a w 1960 roku doprowadził do jej ostatecznego upadku. Przyczyniło się do tego m.in. użycie broni chemicznej oraz brutalne metody stosowane przez wojsko brytyjskie które jak wykazano dokonywało masakr cywilnych mieszkańców (których to symbolem stała się miejscowość Batang Kali), egzekucji na jeńcach oraz stosowało tortury i okaleczanie partyzantów oraz osób podejrzanych o sprzyjanie im.
31 sierpnia 1957 Federacja Malajska ogłosiła niepodległość od Wielkiej Brytanii. 16 września 1963 przyłączono północne Borneo i zmieniono nazwę kraju na Malezję. W 1965 od Malezji odłączył się Singapur, który stał się suwerennym państwem.
Malezyjskie tendencje ekspansjonistyczne zostały zatrzymane przez rebelię w Brunei, w wyniku której rząd brunejski wycofał się z pomysłów włączenia kraju do Malezji, oraz antymalezyjskie powstanie w Sarawaku – obydwa powstania zostały poparte przez Indonezję co rozpoczęło konfrontację indonezyjsko-malezyjską. Do zakończenia konfrontacji doszło po 1965 roku gdy władzę w Indonezji objął Suharto, który wsparł Malezję w walce z partyzantami w Sarawaku.

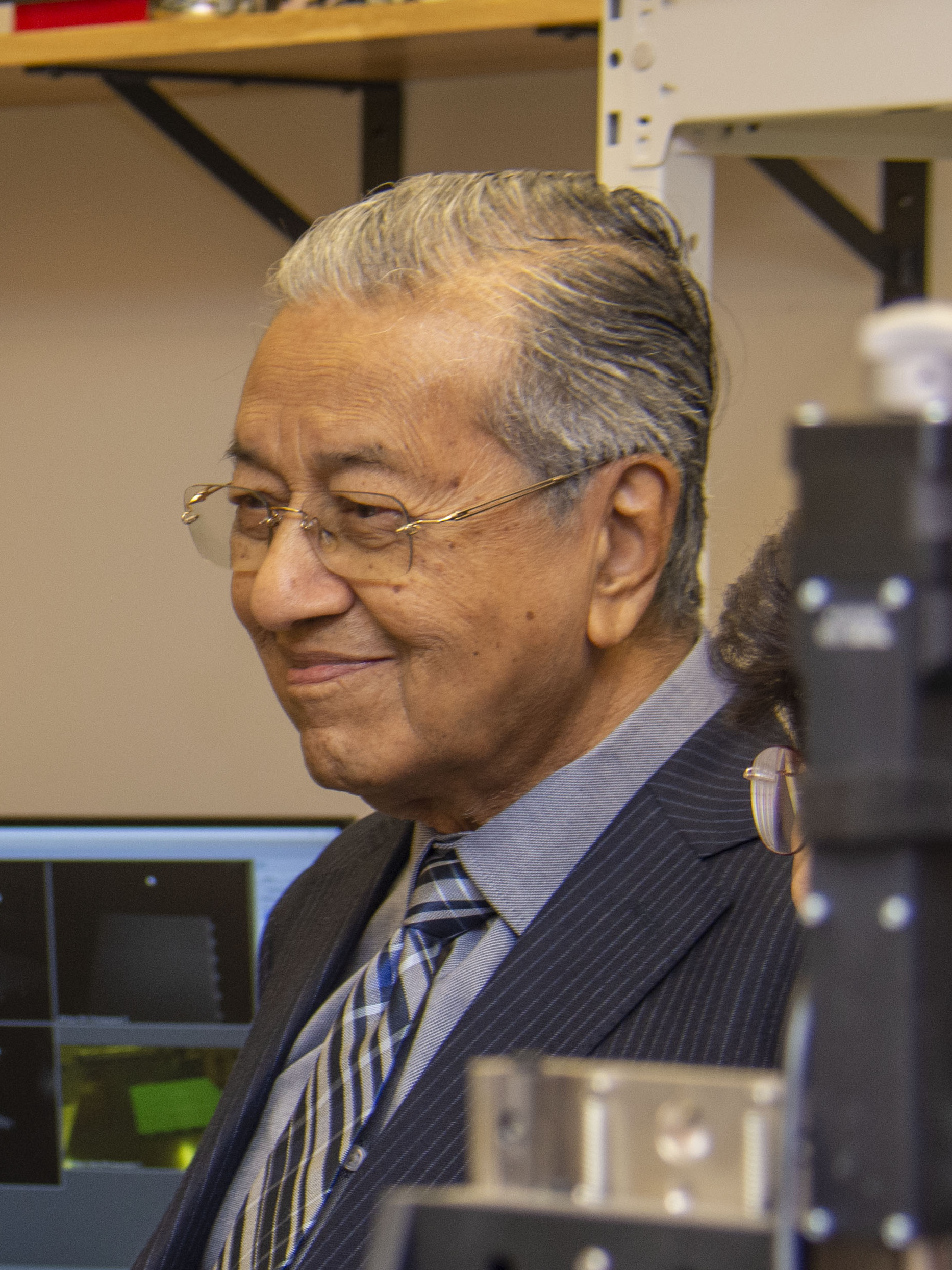
Mahathir bin Mohamad, najdłużej urzędujący premier Malezji (1981-2003), jest znany jako "ojciec nowoczesnej Malezji". Później został wybrany ponownie na premiera w latach 2018-2020.

W latach 60. Armia Wyzwolenia Narodowego Malajów przeszła reorganizację i zyskała wsparcie ze strony Chin co w 1968 roku spowodowało wybuch drugiego powstania malajskiego, którego celem było tym razem utworzenie w Malezji państwa socjalistycznego. Rząd Malezji w walce z partyzantami wsparła Wielka Brytania, Nowa Zelandia i Tajlandia. W 1974 roku Chiny wstrzymały swoją pomoc dla powstańców którzy pozbawieni źródła wsparcia zaczęli ponosić pierwsze poważne porażki. Gdy blok wschodni w Europie upadł, malajscy komuniści zaakceptowali to że nie mają żadnych szans utworzenia rządu komunistycznego tym bardziej że ideologia ta przestała być tak atrakcyjna na skutek szybkiego rozwoju gospodarki kraju. W rezultacie w 1989 roku partyzanci podpisali z rządem porozumienie pokojowe wypracowane przy pomocy sąsiedniej Tajlandii. Rok później porozumienie o zakończeniu wojny podpisali z rządem separatyści z Sarawaku.